# Лазарос Христодулопулос
Лазарос Христодулопулос (грч. Λάζαρος Χριστοδουλόπουλος; Солун, 19. децембар 1986) је грчки фудбалер, који тренутно игра за Арис Солун, а од 2008. до 2018. је наступао за фудбалску репрезентацију Грчке. Познат је и само као Лазарос.

## Каријера
Христодоулопоулос је започео каријеру у локалном клубу Омонија. Године 2004, скаути фудбалског клуба ПАОК-а су га приметили и позвали на пробу. Наредне године, Лазарос је дебитовао за први тим ПАОК-а у грчкој Супер лиги. 
Дана 20. јуна 2008. Лазарос је потписао четворогодишњи уговор са атинским Панатинаикосом. Износ трансфера је био 3,8 милиона евра. 20. септембра у мечу против Ариса је дебитовао за нови клуб, ушао је у игру у другом полувремену. Први гол је постигао против Ерготелиса. У 2010, успео је да освоји лигу и Куп Грчке. У сезони 2011/2012 Лазарос је задобио озбиљну повреду колена која га је скоро годину дана оставила ван терена. Јануара 2012. енглески Ливерпул је желео да купи Христодулопулуса за 4,5 милиона евра.
Ипак у јануару 2013. прелази у италијанску Болоњу. Дебитовао је следећег месеца у Серији А у мечу против Фиорентине. На истом мечу је постигао свој први гол за нови клуб.

## Репрезентација
Христодоулопоулос је играо за младу репрезентацију Грчке.
Дана 19. маја 2008. дебитовао је за А тим Грчке у пријатељској утакмици против Кипра. У утакмици у квалификацијама за Светско првенство 2014. против Литваније Христодоулопоулос је постигао свој први гол за репрезентацију.
Уврштен је међу 23 играча који су представљали Грчку на Светском првенству 2014. у Бразилу.
Голови за репрезентацију
| #  | Датум        | Место             | Противник | Гол | Резултат | Такмичење                                |
| -- | ------------ | ----------------- | --------- | --- | -------- | ---------------------------------------- |
| 1. | 7. јун 2013. | Виљњус, Литванија | Литванија | 0-1 | 0-1      | Квалификације за Светско првенство 2014. |

## Трофеји

### Панатинаикос
- Суперлига Грчке (1) : 2009/10.
- Куп Грчке (1) : 2010.

### АЕК Атина
- Суперлига Грчке (1) : 2017/18.